# Organización municipal de la provincia de Córdoba (Argentina)
En la provincia de Córdoba en Argentina el régimen municipal es ejercido por gobiernos locales denominados municipios. Existen también gobiernos locales que no tienen esa categoría y son llamados comunas.

## Los municipios en la Constitución de la Nación Argentina
La organización municipal estuvo contemplada en la Constitución de la Nación Argentina desde su primera promulgación el 1 de mayo de 1853, expresando en su artículo 5 que cada provincia debía dictar una constitución que asegurara su régimen municipal. Sin embargo, no estaba claro si los municipios debían ser autónomos o autárquicos hasta la sentencia del 21 de marzo de 1989 de la Corte Suprema de Justicia de la Nación Argentina (Caso Rivademar), que interpretó que los municipios eran constitucionalmente autónomos.
Esta sentencia fue contemplada en la reforma de la Constitución de la Nación Argentina según el texto sancionado el 22 de agosto de 1994:

Art. 123. Cada provincia dicta su propia Constitución, conforme a lo dispuesto por el Art. 5 asegurando la autonomía municipal y reglando su alcance y contenido en el orden institucional, político, administrativo, económico y financiero.

## Los municipios en la Constitución de la Provincia de Córdoba
La Constitución de la Provincia de Córdoba reformada el 14 de septiembre de 2001 establece respecto del régimen municipal:

Art. 180. Esta Constitución reconoce la existencia del Municipio como una comunidad natural fundada en la convivencia y asegura el régimen municipal basado en su autonomía política, administrativa, económica, financiera e institucional.
 Los Municipios son independientes de todo otro poder en el ejercicio de sus atribuciones, conforme a esta Constitución y las leyes que en su consecuencia se dicten.

Art. 181. Toda población con asentamiento estable de más de dos mil (2.000) habitantes, se considera Municipio. Aquellas a las que la ley reconozca el carácter de ciudades, pueden dictar sus Cartas Orgánicas.

Art. 185. La competencia territorial comprende la zona a beneficiarse con los servicios municipales. La Legislatura establece el procedimiento para la fijación de límites; éstos no pueden exceder los correspondientes al Departamento respectivo. Por ley el Gobierno Provincial delega a los municipios el ejercicio de su poder de Policía, en materias de competencia municipal en las zonas no sujetas a su jurisdicción territorial.

Art. 194. En las poblaciones estables de menos de dos mil (2.000) habitantes, se establecen Comunas. La ley determina las condiciones para su existencia, competencia material y territorial, asignación de recursos y forma de gobierno que asegure un sistema representativo con elección directa de sus autoridades.

### Alcance de la autonomía institucional
La Constitución de la Provincia de Córdoba establece que los municipios que hayan alcanzado la categoría de ciudad (más de 10 000 habitantes) pueden obtener la autonomía institucional mediante la sanción de una carta orgánica. La constitución establece que deben tener un cuerpo deliberante y un tribunal de cuentas de elección popular, lo mismo que el órgano ejecutivo si lo hubiera.

## Ley n.º 8102 deRégimen de Municipios y Comunas
La ley de Régimen de Municipios y Comunas n.º 8102 establece:

Art. 1. La presente Ley regirá:

1) En los Municipios que no estén facultados para dictar su Carta Orgánica.

2) En los Municipios que no hayan dictado su Carta Orgánica, estando facultados para hacerlo.

3) En las Comunas.

Art. 2. Serán reconocidos como Municipios las poblaciones estables de más de dos mil (2.000) habitantes. Aquéllos que tengan más de diez mil (10.000) habitantes serán ciudades.

Art. 3. El reconocimiento de los Municipios se efectuará por Ley. A tal efecto el Poder Ejecutivo Provincial, de oficio o a petición de los vecinos mandará practicar un censo, una memoria descriptiva de la planta urbana con su respectivo mapa, un informe sobre la necesidad y factibilidad de la prestación de servicios y un plan regulador de desarrollo urbano. Asimismo dispondrá que, en el término de noventa (90) días, se demarque el radio municipal. Posteriormente el Poder Ejecutivo Provincial remitirá a la Legislatura el proyecto de Ley pertinente dentro de los ciento ochenta (180) días de iniciado el trámite.

Art. 4. La modificación de los radios municipales se efectuará por Ley. A tal fin los municipios fijarán sus respectivos radios (...) Una vez fijado, y previo informe de las oficinas técnicas, el Poder Ejecutivo le remitirá al Poder Legislativo el correspondiente proyecto de Ley (...)

Art. 5. Serán reconocidos como comunas los asentamientos estables de hasta dos mil (2.000) habitantes.

Art. 7. El radio de los Municipios comprenderá:

1) La zona en que se presten total o parcialmente los servicios públicos municipales permanentes.
 
2) La zona aledaña reservada para las futuras prestaciones de servicios.

Art. 8. Podrá delegarse en los Municipios el ejercicio del Poder de Policía en las materias de su competencia, dentro del territorio que se extienda hasta colindar con igual zona de los otros Municipios y los radios de las comunas próximas hasta que ello sea posible por todos los rumbos. La delegación se hará mediante convenio ratificado por Ordenanza y Ley Provincial.

Art. 9. Los Municipios podrán optar por las siguientes formas de gobierno:

1) Un Concejo Deliberante y un Departamento Ejecutivo a cargo del Intendente Municipal;
  
2) Un sistema de comisión.
 
Los integrantes de estos organismos serán electos en forma directa por el Pueblo de los respectivos Municipio.

Art. 10. Cuando se reconozca un Municipio, su primera forma de gobierno será la prevista en el Inciso 1) del artículo anterior.

Art. 12. Los Concejos Deliberantes se compondrán de siete (7) en los Municipios que tuvieran hasta diez mil (10.000) habitantes.
Este número se aumentará en uno cada diez mil (10.000) habitantes hasta un máximo de treinta y dos (32) Concejales en aquellos Municipios que, estando facultados para sancionar su Carta Orgánica, carezcan de ella.

Art. 51. La Comisión se integrará, según la población urbana que arroje el último censo nacional practicado en la Municipalidad, con los siguientes miembros:

1) Tres (3), cuando la población no exceda de dos mil (2.000) habitantes.

2) Cinco (5), cuando la población supere los dos mil (2.000) habitantes, sin alcanzar los cinco mil (5.000).

3) Siete (7), cuando la población sea de cinco mil (5.000) habitantes o más.

Art. 188. Podrán constituirse Comunas en las poblaciones estables de menos de dos mil (2000) habitantes según el último censo nacional, que no se encuentren comprendidas en ningún radio municipal. El radio de la Comuna comprenderá la zona beneficiada por cualquier servicio de carácter permanente más la zona aledaña de futura ampliación.

Art. 191. El Poder Ejecutivo, luego de creada la Comuna, fijará los límites territoriales (...)

Art. 192. Las comunas serán gobernadas y administradas por una Comisión formada por tres (3) miembros elegidos por votación directa (...)

Art. 193. (...) La Presidencia corresponderá al candidato que figure en primer lugar en la lista que hubiera obtenido la mayor cantidad de votos.

## LeyOrgánica de Regionalizaciónn.º 9206
La provincia de Córdoba está llevando a cabo un proceso de regionalización, para entre otras funciones delegar el poder de policía de la provincia en las comunidades regionales que se formen tomando como base cada departamento. Los municipios y las comunas se integran en forma voluntaria a cada comunidad regional. La ley Orgánica de Regionalización n.º 9206 fue sancionada el 22 de diciembre de 2004 y establece:

Art. 1. Regionalízase el territorio de la Provincia de Córdoba sin modificar el actual sistema de Departamentos y a ese efecto, créanse tantas regiones como Departamentos actualmente existen.

Art. 2. Establécense los límites territoriales de las regiones creadas por el Artículo anterior, en coincidencia con los límites territoriales de cada Departamento, para la descentralización de competencias y demás fines previstos en el Artículo 175 de la Constitución Provincial.

Art. 3. Reconócese, en cada una de las regiones creadas conforme al Artículo 1º de la presente Ley, una comunidad regional, con los fines, organización y modalidades que este plexo legal establece.

Art. 4. Por excepción fundada en las características geográficas, económicas y de desarrollo de una zona determinada o en las características de las poblaciones que quedan comprendidas en la Región o en la facilidad de comunicación entre ellas, el Poder Ejecutivo, a solicitud de los Municipios o Comunas que demuestren interés, podrá:

a) Autorizar y reconocer más de una Comunidad Regional en un mismo Departamento, fijando la competencia territorial de cada una de ellas;
 
b) Autorizar que se integren a una Comunidad Regional de un Departamento, municipalidades o comunas de otros Departamentos vecinos, previo consentimiento expreso de la Comunidad Regional de la que se pretenda formar parte, y
 
c) Autorizar que una Municipalidad o Comuna se integre a más de una Comunidad Regional, previo consentimiento expreso de la Comunidad Regional de la que se pretenda formar parte.
 
En el caso de la excepción prevista en el inciso a) precedente, el territorio de competencia de cada Comunidad Regional comprenderá la superficie total de  los circuitos electorales correspondientes a los Municipios y Comunas que la integren.

Art. 6. Podrán integrarse a la Comunidad Regional todos los Municipios y Comunas comprendidos dentro de la Región. La integración será  absolutamente voluntaria y la decisión de la Municipalidad o Comuna de integrarse a la Comunidad Regional deberá ser dispuesta por Ordenanza Municipal o Resolución de la Comisión Comunal (...)

Art. 7. La Comunidad Regional tiene jurisdicción y competencia en todo el territorio de la Región, con exclusión de las zonas que correspondan a los radios urbanos donde los Municipios y Comunas prestan efectivamente los servicios permanentes a la población, salvo convenio especial de algún Municipio o Comuna con la Comunidad Regional.

Art. 8. El Gobierno de la Provincia, por esta Ley, delega en las Comunidades Regionales el ejercicio del Poder de Policía en las materias de su competencia, dentro de todo el territorio en el que estas Comunidades Regionales tienen jurisdicción y competencia territorial.

Art. 11. La Comunidad Regional será gobernada por una Comisión, que desempeñará sus funciones ad-honorem, formada por todos los Intendentes y Presidentes Comunales de los Municipios y Comunas que la integren y el Legislador Provincial por el Departamento a que corresponde la Región.

## Ciudades
La constitución provincial establece que los municipios que alcancen la categoría de ciudad pueden redactar y sancionar una carta orgánica. La ley de Régimen de Municipios y Comunas fija en 10 000 habitantes el número mínimo para alcanzar la categoría de ciudad. Sin embargo, la Legislatura y el poder ejecutivo provincial hicieron esas declaraciones a municipios con menos habitantes. Los datos del censo provincial de 1996 mostraron que eran ciudades con menos de 10 000 habitantes: Almafuerte, General Cabrera, Leones, Corral de Bustos, Huinca Renancó y Coronel Moldes. Para el censo nacional de 2010 seguían debajo del mínimo Huinca Renancó y Coronel Moldes.
La declaración de ciudad fue realizada por ley provincial hasta la sanción de la ley n.º 4778 el 20 de octubre de 1964 que estableció que a partir de entonces sería realizada por decreto del poder ejecutivo cuando el municipio superase los 10 000 habitantes.  Desde la sanción de la ley de Régimen de Municipios y Comunas n.º 8102 el 5 de noviembre de 1991 ya no se realiza la declaración de ciudad, sino que el resultado censal válido es suficiente sin acto administrativo alguno.

## Misceláneas
Existen municipios y comunas que extienden su territorio entre dos o tres departamentos (en contradicción con la constitución provincial): Cerro Colorado entre Río Seco, Sobremonte y Tulumba; La Cumbrecita entre Calamuchita y Santa María; Los Chañaritos entre Cruz del Eje e Ischilín; Monte Ralo entre Calamuchita y Santa María; Noetinger entre Marcos Juárez y Unión; Paso del Durazno entre Juárez Celman y Río Cuarto.